# Kōhoku (Jokohama)
Kōhoku (jap. 港北区 Kōhoku-ku) – jedna z 18 dzielnic Jokohamy, stolicy prefektury Kanagawa, w Japonii. Ma powierzchnię 31,40 km². W 2020 r. mieszkało w niej 358 678 osób, w 175 313 gospodarstwach domowych  (w 2010 r. 329 523 osoby, w 154 823 gospodarstwach domowych).
Dzielnica została założona 1 kwietnia 1939 roku. Położona jest w północnej części miasta. Graniczy z dzielnicami Tsurumi, Kanagawa, Midori, Tsuzuki i miastem Kawasaki. Na jej terenie znajduje się kampus Hiyoshi Uniwersytetu Keiō.

## Miejscowe atrakcje
- Shin-Yokohama Rāmen Museum
- Stadion Nissan (wcześniej International Stadium Yokohama)
- Yokohama Arena